# Des-moll

Znaki chromatyczne w gamie des-moll

des-moll – gama muzyczna oparta na skali molowej, której toniką jest des. Gama des-moll zawiera dźwięki: des, es, fes, ges, as, heses, ces. Częściej używanym enharmonicznym odpowiednikiem des-moll jest gama cis-moll. Pokrewną jej gamą durową jest Fes-dur.